# Larry Pressler

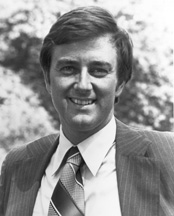
Larry Pressler

Larry Lee Pressler (* 29. März 1942 in Humboldt, Minnehaha County, South Dakota) ist ein ehemaliger US-amerikanischer Politiker der Republikanischen Partei, der den Bundesstaat South Dakota über viele Jahre sowohl im Repräsentantenhaus als auch im Senat der Vereinigten Staaten vertrat.

## Leben

### Studium, Vietnamkrieg und berufliche Tätigkeiten
Pressler studierte nach dem Schulbesuch zunächst an der University of South Dakota in Vermillion und schloss dieses Studium 1964 mit einem Bachelor of Arts (B.A.) ab. Nach dem Erhalt eines Rhodes-Stipendiums begann er 1965 ein einjähriges Studium an der University of Oxford, ehe er nach seiner Rückkehr von 1966 bis 1968 seinen Militärdienst in der US Army ableistete und zeitweise auch Verwendung im Vietnamkrieg fand. Für seine militärischen Verdienste wurde ihm der Bronze Star verliehen.
Nach Beendigung des Militärdienstes absolvierte Pressler ein postgraduales Studium der Rechtswissenschaften an der Law School der Harvard University und schloss dieses 1971 mit einem Juris Doctor (J.D.) ab. Zugleich beendete er 1971 einen Studiengang an der John F. Kennedy School of Government.
Im Anschluss trat er in den Staatsdienst von South Dakota und wurde Mitarbeiter im Büro des Rechtsberaters des Secretary of State von South Dakota und war dort bis 1974 tätig. Während dieser Zeit erhielt 1972 auch seine anwaltliche Zulassung im District of Columbia und begann eine Tätigkeit als Rechtsanwalt.

### Kongressabgeordneter und US-Senator
1974 wurde er als Kandidat der Republikaner für South Dakota in den 94. Kongress der Vereinigten Staaten gewählt und vertrat nach seiner Wiederwahl 1976 vom 3. Januar 1975 bis zum 3. Januar 1979 den ersten Kongresswahlbezirk des Bundesstaates. Bei der Wahl konnte er sich gegen den demokratischen Wahlkreisinhaber Frank E. Denholm durchsetzen.
Nachdem er auf eine erneute Kandidatur verzichtet hatte, wurde er bei der Wahl 1978 als Nachfolger von James Abourezk zum Senator für South Dakota in den US-Senat gewählt und gehörte diesem vom 3. Januar 1979 an. 1980 erlangte er öffentliche Aufmerksamkeit in der Abscam-Korruptionsaffäre, in dem er nicht nur als einziger die Annahme von fingierten Bestechungsgeldern ablehnte, sondern das Anbieten der Geldzahlungen kurz darauf dem FBI berichtete. Zuletzt von Januar 1995 bis Januar 1997 war er Vorsitzender des Senatsausschusses für Handel, Wissenschaft und Verkehr.
Nach Wiederwahlen 1984 und 1990 unterlag Pressler bei der Senatswahl 1996 seinem demokratischen Herausforderer und bisherigen Kongressabgeordneten Tim Johnson und schied am 3. Januar 1997 aus dem Senat aus.
Neben seiner Tätigkeit als Senator war er auch Mitglied der Leitungsgremien (Board of Visitors) der US Merchant Marine Academy 1979 sowie 1989 bis 1990, der US Air Force Academy sowie 1993 der US Military Academy und der US Coast Guard Academy.

### Rechtsanwalt und Tätigkeiten in der Privatwirtschaft
Nach seinem Ausscheiden aus dem Senat erhielt er 1997 auch eine anwaltliche Zulassung für den Bundesstaat New York und gründete daraufhin die Anwaltskanzlei Pressler International, LLC. Zugleich nahm er Tätigkeiten in der Privatwirtschaft auf und wurde Mitglied der Boards of Directors von mehreren Unternehmen wie der Philadelphia Stock Exchange. Seit 2001 ist Pressler auch als Dozent sowie Senior Fellow an der University of California, Los Angeles (UCLA) tätig und außerdem Partner der Anwaltskanzlei Brock Law Firm in New York City.
Pressler, der seit 2004 auch Mitglied des Beratungsgremiums der nationalen Gedenkstätte Vietnam Veterans Memorial ist, war im Dezember 2004 offizieller Wahlbeobachter bei den Präsidentschaftswahlen in der Ukraine.